# Mohamed Abdelmawgud
Mohamed Abdelmawgud (en árabe: محمد عبد الموجود‎; 1 de junio de 1994) es un deportista egipcio que compite en judo.
Ganó dos medallas en los Juegos Panafricanos, en los años 2015 y 2019, y ocho medallas en el Campeonato Africano de Judo entre los años 2013 y 2024.

## Palmarés internacional
| Juegos Panafricanos | Juegos Panafricanos               | Juegos Panafricanos | Juegos Panafricanos |
| Año                 | Lugar                             | Medalla             | Categoría           |
| ------------------- | --------------------------------- | ------------------- | ------------------- |
| 2015                | Brazzaville (República del Congo) | Medalla de bronce   | –66 kg              |
| 2019                | Rabat (Marruecos)                 | Medalla de bronce   | –66 kg              |
| Campeonato Africano |                                   |                     |                     |
| Año                 | Lugar                             | Medalla             | Categoría           |
| 2013                | Maputo (Mozambique)               | Medalla de plata    | –60 kg              |
| 2014                | Puerto Louis (Mauricio)           | Medalla de oro      | –66 kg              |
| 2016                | Túnez (Túnez)                     | Medalla de plata    | –66 kg              |
| 2018                | Túnez (Túnez)                     | Medalla de oro      | –66 kg              |
| 2019                | Ciudad del Cabo (Sudáfrica)       | Medalla de oro      | –66 kg              |
| 2020                | Antananarivo (Madagascar)         | Medalla de oro      | –66 kg              |
| 2023                | Casablanca (Marruecos)            | Medalla de oro      | –66 kg              |
| 2024                | El Cairo (Egipto)                 | Medalla de bronce   | –66 kg              |